# Roppenheim
Roppenheim (en alsacià Roppenem) és un municipi francès, situat a la regió del Gran Est, al departament del Baix Rin. L'any 1999 tenia 942 habitants.
Forma part del cantó de Bischwiller, del districte de Haguenau-Wissembourg i de la Comunitat de comunes del Pays Rhénan.

## Demografia
| 1962 | 1968 | 1975 | 1982 | 1990 | 1999 |
| ---- | ---- | ---- | ---- | ---- | ---- |
| 687  | 719  | 721  | 690  | 808  | 942  |

## Administració
| Període   | Identitat       | Partit | Qualitat |  |
| --------- | --------------- | ------ | -------- |  |
| 1959-1983 | Henri Heintz    |        |          |  |
| 1983-1995 | Georges Kuhn    |        |          |  |
| 1995-     | Gilbert Rinckel |        |          |  |